# بلاك فون
بلاك فون (بالإنجليزية: Blackphone)‏ هو هاتف ذكي يعمل بنظام أندرويد، تم طرحه في الأسواق في 30 يونيو 2014.كان في السابق خاص بالشخصيات العسكرية والرؤساء حيث انه يعتمد على الخصوصية الفائقة و عدم إمكانية التتبع .

## الخصائص
- نظام التشغيل: أندرويد
- الكاميرا الأمامية: 8 ميجابكسل مع فلاش
- الشاشة: إل سي دي 1280×800
- المعالج: 2 جيجا هرتز
- الذاكرة: 1 جيجابايت
- التخزين: 16 جيجابايت

## وصلات خارجية
- الموقع الإلكتروني